# Temporada 1925-1926 del Liceu
La Temporada 1925-1926 va començar amb la consagració al Liceu del tenor Miguel Fleta cantant Carmen, que va ser molt ben rebut pel públic i la crítica. Després va cantar La bohème, Tosca, Aida i Rigoletto, i abans de marxar, el dia 9 de desembre, se li va dedicar una serata d'onore amb el tercer acte de La bohème. També es va caracteritzar per l'arribada d'una companyia russa dirigida per Albert Coates que va interpretar El conte del tsar Saltan, Kasxei l'immortal i La ciutat invisible de Kitege de Nikolai Rimski-Kórsakov i La fira de Sorótxintsi de Modest Mússorgski.
| Temporada 1925-1926 del Liceu |                           |                    |                   | |           |                                   |
| Òpera                         | Compositor                | Director musical   | Director d'escena | Papers principals | Producció | Dates                             |
| Carmen                        | Georges Bizet             | Franco Paolantonio | Filippo Dadò      | Giuseppina Zinetti, Miguel Fleta, Víctor Damiani, Matilde Revenga, Josefina Roca, Pietro Brilli                                                                                    |           | 5 i 8 de novembre                 |
| La cena delle beffe           | Umberto Giordano          | Franco Paolantonio | Filippo Dadò      | Titta Ruffo, Hina Spani, Alina Bucciantini, Renata Pezzatti, Constantino Folco-Bottaro                                                                                             |           | 7 de novembre                     |
| El cavaller de la rosa        | Richard Strauss           | Karl Alwin         | Leopoldo Sachse   | Maria Hussa, Elisabeth Schumann, Felice Huni, Helene Jung, Theodor Lattermann, Wilhelm Wissiak, Karl Renner, Hermann Gallos                                                        |           | 9 de novembre                     |
| Tosca                         | Giacomo Puccini           | Franco Paolantonio | Filippo Dadò      | Olga Carrara, Miguel Fleta, Titta Ruffo, Pietro Brilli, Giralt, Gallofré |           | 11 de novembre                    |
| Intermezzo                    | Richard Strauss           | Karl Alwin         | Leopoldo Sachse   | Maria Hussa, Alexina Zanardi, Vilà, Josefina Roca, Livizzani, Suppi, Mendogni |           | 19 de novembre                    |
| La bohème                     | Giacomo Puccini           | Franco Paolantonio | Filippo Dadò      | Matilde Revenga, Tina Fraschetti, Miguel Fleta, Víctor Damiani, Angelo Masini Pieralli, Prieto Brilli, Josep Jordà, Giralt, Bastons, Gallofré                                      |           | 21 de novembre                    |
| Orfeu i Eurídice              | Christoph Willibald Gluck | Franco Paolantonio | Filippo Dadò      | Giuseppina Zinetti, Alina Bucciantini, Josefina Roca |           | 23 de novembre                    |
| Aida                          | Giuseppe Verdi            | Franco Paolantonio | Filippo Dadò      | Olga Carrara, Giuseppina Zinetti, Miguel Fleta, Josep Segura-Tallen, Angelo Masini Pieralli, Pietro Brilli                                                                         |           | 26 de novembre                    |
| Andrea Chénier                | Umberto Giordano          | Franco Paolantonio | Filippo Dadò      | Constantino Folco-Bottaro, Josep Segura-Tallen, Hina Spani, Conchita Velázquez, Renata Pezzatti, Alexina Zanardi, Pietro Brilli, Josep Jordà, Giralt, Bastons, Gallofré            |           | 30 de novembre, 5 i 8 de desembre |
| Les Huguenots                 | Giacomo Meyerbeer         | Franco Paolantonio | Filippo Dadò      | Olga Carrara, Emma Luart, Conchita Velázquez, Alexina Zanardi, Josefina Roca, John Sullivan, Angelo Masini-Pieralli, Víctor Damiani, Josep Segura-Tallen, Pietro Brilli            |           | 10 de desembre                    |
| El conte del tsar Saltan      | Nikolai Rimski-Kórsakov   | Albert Coates      | Alexandre Sanine  | Maria Davydoff, Hélène Smirnova, Alexandre Wesselovsky, Constantin Kaidanoff, Ana Milich                                                                                           |           | 12 de desembre                    |
| Rigoletto                     | Giuseppe Verdi            | Franco Paolantonio | Filippo Dadò      | Miguel Fleta, Víctor Damiani, Anna-Maria Guglielmetti, Angelo Masini-Pieralli, Conchita Velázquez, Alexina Zanardi, Josefina Roca, Vilà                                            |           | 18 de desembre                    |
| Guglielmo Tell                | Gioacchino Rossini        | Franco Paolantonio | Filippo Dadò      | Hina Spani, Josefina Roca, Renata Pezzati, Josep Segura-Tallen, John Sullivan, Angelo Masini Pieralli, Pietro Brilli                                                               |           | 19 de desembre                    |
| Kasxei l'immortal             | Nikolai Rimski-Kórsakov   | Albert Coates      | Alexandre Sanine  | Helene Sadowen, Wesselovsky, Jakowleva, Braminoff, Kondratieff |           | 23 de desembre                    |
| La fira de Sorótxintsi        | Modest Mússorgski         | Albert Coates      | Alexandre Sanine  | Popova, Tijonowa, Kaidanoff, Wesselovsky, Jakowleva, Braminoff, Doubrowsky |           | 23 de desembre                    |
| Faust                         | Charles Gounod            | Franco Paolantonio | Filippo Dadò      | Marise Beaujon, Conchita Velázquez, Alexina Zanardi, Martín, Zalesky, Cousins, Bastons                                                                                             |           | 30 de desembre                    |
| La ciutat invisible de Kitege | Nikolai Rimski-Kórsakov   | Albert Coates      | Alexandre Sanine  | Kapiton Zaporogetz, Wesselovsky, Jakowleva, Possemkowsky, Popoff |           | 2 de gener                        |
| Otello                        | Giuseppe Verdi            | Franco Paolantonio | Filippo Dadò      | Hina Spani, Alexina Zanardi, John Sullivan, Josep Segura-Tallen, Gallofré, Gonzalo, Pietro Brilli, Josep Jordà, Granollers                                                         |           | 9 de gener                        |
| Pepita Jiménez                | Isaac Albèniz             | Josep Sabater      | Rafael Moragas    | Hina Spani, Maria Davydoff, Constantino Folco-Bottaro, Josep Segura-Tallen, Angelo Masini-Pieralli, Josep Jordà, Gallofré, Giralt                                                  |           | 14 de gener                       |
| Tristany i Isolda             | Richard Wagner            | Egon Pollak        | Paul Eger         | Lluís Canalda, Emanuel List, Gertrud Kappel, Joseph Groenen, Josep Jordà, Rosette Anday, Vicenç Gallofré, Conrad Giralt                                                            |           | 16, 19, 24 i 27 de gener          |
| Madama Butterfly              | Giacomo Puccini           | Franco Paolantonio | Filippo Dadò      | Jovita Fuentes, Renata Pezzati, Alexina Zanardi, Constantino Folco-Bottaro, Josep Segura-Tallen, Vicenç Gallofré, August Gonzalo, Conrad Giralt, Gabriel Granollers, Emili Bastons |           | 21, 23, 31 gener                  |
| La traviata                   | Giuseppe Verdi            | Franco Paolantonio | Filippo Dadò      | Graziella Pareto, Alexina Zanardi, Josefina Roca, Carlo Broccardi, Josep Segura-Tallen, Vicenç Gallofré, Conrad Giralt                                                             |           | 28 de gener                       |
| Parsifal                      | Richard Wagner            | Egon Pollak        | Paul Eger         | Olga Blome, Lluís Canalda, Josef Groenen, Emmanuele Litz, Carlo Rudov |           | 30 de gener                       |
| Les burgraves                 | Leo Sachs                 | Philippe Gaubert   | V. Jouroff Andoga | Panis, Gonitch, Zanardi, Vilà, Baldous, Lapelletrie |           | 5 de febrer                       |